# Limònium
Limònium o ensopeguera (Limonium) és un gènere de plantes amb flor de la família de les plumbaginàcies.

## Característiques
Tenen una distribució cosmopolita. Són plantes sovint halòfites, associades als medis salins. Es coneixen amb els noms comuns d'ensopegueres, ensopegalls i coca de roca perquè les mates sovint tenen una aparença embullada. Algunes espècies també es coneixen amb el nom d'"herba de mal de pedra" per les seves propietats medicinals.
Algunes espècies que abans formaven part d'aquest gènere, com L. tataricum, n'han estat transferides al nou gènere Goniolimon.

## Taxonomia
N'hi ha entre 120 i 150 espècies; cal destacar-ne:
- Limonium angustebracteatum Erben - colletjot salat
- Limonium antoni-llorensii Ll.Llorens
- Limonium arborescens (Brouss.) Kuntze
- Limonium aucheri (Girard) Greuter & Burdet
- Limonium aureum (L.) Hill)
- Limonium auriculae-ursifolium (Pourr.) Druce
- Limonium australe
- Limonium avei (De Not.) Brullo & Erben
- Limonium barceloi Gil & Ll.Llorens
- Limonium bellidifolium (Gouan) Dumort., Syn.: Statice limonium var. bellidifolia Gouan, Limonium caspium (Willd.) Gam) - ensopeguera embullada
- Limonium bicolor (Bunge) Kuntze
- Limonium binervosum (G.E.Sm.) C.E.Salmon
- Limonium bonduellei (T. Lestib.) Kuntze)
- Limonium bourgaei
- Limonium brassicifolium (Webb & Berthel.) Kuntze (Syn.: Statice brassicifolia Webb & Berthel.): - ensopeguera comuna
- Limonium caesium (Girard) Kuntze)
- Limonium californicum (Boiss.) A.Heller
- Limonium callianthum (Peng) Kamelin
- Limonium calliopsium Alf.Mayer
- Limonium calloides
- Limonium carolinianum (Walter) Britton (Syn.: Limonium nashii Small, Statice caroliniana Walter)
- Limonium carpathum (Rech.f.) Rech.f.
- Limonium carvalhoi Rosselló & L. Sáez
- Limonium caspicum
- Limonium catalaunicum (Willk. & Costa) Pignatti - trencaolles, ensopeguera nebulosa
- Limonium chrysocomum (Karelin & Kirilov) Kuntze
- Limonium cofrentanum Erben - saladella
- Limonium congestum (Ledebour) Kuntze
- Limonium cordatum (L.) Mill.
- Limonium cosyrense (Guss.) Kuntze
- Limonium creticum Artelari
- Limonium delicatum (Girard) Kuntze - cebollassa, cua d'euga, ensopegall
- Limonium densissimum (Pignatti) Pignatti[1] - sempreviva fina
- Limonium dichroanthum (Rupr.) Ikonnikov Galitzky ex Linczevski
- Limonium dielsianum (Wangerin) Kamelin
- Limonium doerfleri (Halácsy) Rech.f.
- Limonium dregeanum
- Limonium duriusculum (Girard) Fourr. Syn.: Limonium companyonis (Gren. et Billot) Kuntze - coca de la mar
- Limonium echioides (L.) Mill. - ensopegall espinós, saladina roja
- Limonium ejulabilis Rosselló, Mus et Soler - saladina
- Limonium elaphonisicum Alf.Mayer
- Limonium emarginatum (Willd.) Kuntze
- Limonium ferulaceum (L.) Kuntze) - ensopeguera dura
- Limonium flexuosum (L.) Kuntze
- Limonium franchetii (Debeaux) Kuntze
- Limonium frederici (W. Barbey) Rech.f.
- Limonium fruticans (Webb ex Boiss.) Kuntze) - flor de paper
- Limonium gerberi' Soldano, Syn.: Limonium latifolium (Sm.) Kuntze, Statice latifolia Sm.)
- Limonium glomeratum (Tausch) Erben
- Limonium gmelinii (Willd.) Kuntze)
- Limonium gougetianum (Girard) Kuntze - ensopeguera menuda
- Limonium graecum (Poiret) Rech.f.
- Limonium hierapetrae Rech.f.
- Limonium humile
- Limonium hyssopifolium (Girard) Rech.f.
- Limonium imbricatum (Webb ex De Gir.) Hubb.
- Limonium inexpectans Sáez & Rosselló, 1996
- Limonium insigne
- Limonium kaschgaricum (Rupr.) Ikonnikov Galitsky
- Limonium lacostei (Danguy) Kamelin
- Limonium latifolium
- Limonium leptolobum (Regel) Kuntze
- Limonium leptostachyum
- Limonium limbatum Small
- Limonium lobatum (L. f.) Chaz., Syn.: Limonium thouinii (Viv.) Kuntze, Statice lobata L. f., Statice thouinii Viv.)
- Limonium macrophyllum (Brouss. ex Spreng.) Kuntze
- Limonium macrhabdos
- Limonium magallufianum
- Limonium majoricum Pignatti, Syn.: Limonium girardianum subsp. majoricum (Pignatti) O. Bolòs, Vigo, Masalles et Ninot - ensopeguera de Mallorca
- Limonium mansanetianum
- Limonium marisolii L Llorens, 1985
- Limonium melitense
- Limonium migjornense L Llorens, 1986
- Limonium minutum - ensopeguera nana, coca marina
- Limonium mouretii
- Limonium myrianthum (Schrenk) Kuntze
- Limonium natum
- Limonium nymphaeum Erben
- Limonium ocymifolium (Poiret) O. Kuntze
- Limonium otolepis (Schrenk) Kuntze
- Limonium paradoxum Pugsley
- Limonium pectinatum (Limonium pectinatum (Aiton) Kuntze)
- Limonium peregrinum (P.J.Bergius) R.A.Dyer
- Limonium perezii (Stapf) F.T.Hubb.
- Limonium perplexum L. Sáez et Rosselló - ensopegall de la serra d'Irta
- Limonium pigadiense (Rech.f.) Rech.f.
- Limonium portopetranum Erber
- Limonium potaninii Ikonnikov Galitzky
- Limonium preauxii
- Limonium pseudodyctiocladum, Ll.Llorens
- Limonium puberulum (Webb) Kuntze)
- Limonium ramosissimum (Poiret) Maire (Syn.: Limonium confusum (Gren. & Godr.) Fourr.)
- Limonium redivivum
- Limonium renifme
- Limonium rezniczenkoanum Linczevski
- Limonium rigidum Alf.Mayer
- Limonium sieberi (Boiss.) O. Kuntze
- Limonium sinense (Girard) Kuntze - ensopeguera xinesa
- Limonium sinuatum (L.) Mill. (Syn.: Statice sinuata L.) - ensopeguera de fulla sinuada
- Limonium sitiacum Rech.f.
- Limonium spathulatum
- Limonium suffruticosum (L.) Kuntze
- Limonium suworowii - ensopeguera russa
- Limonium tenellum (Turczaninow) Kuntze
- Limonium tetragonum
- Limonium tomentellum
- Limonium virgatum - ensopeguera de roca
- Limonium vigoi - Delta de l'Ebre
- Limonium vulgare - ensopeguera de mallada, lletuga de saladar, patarres
- Limonium wrightii (Hance) Kuntze
- Limonium zeraphae